# Iris unguicularis
Iris unguicularis es una especie   de la familia de las iridáceas.

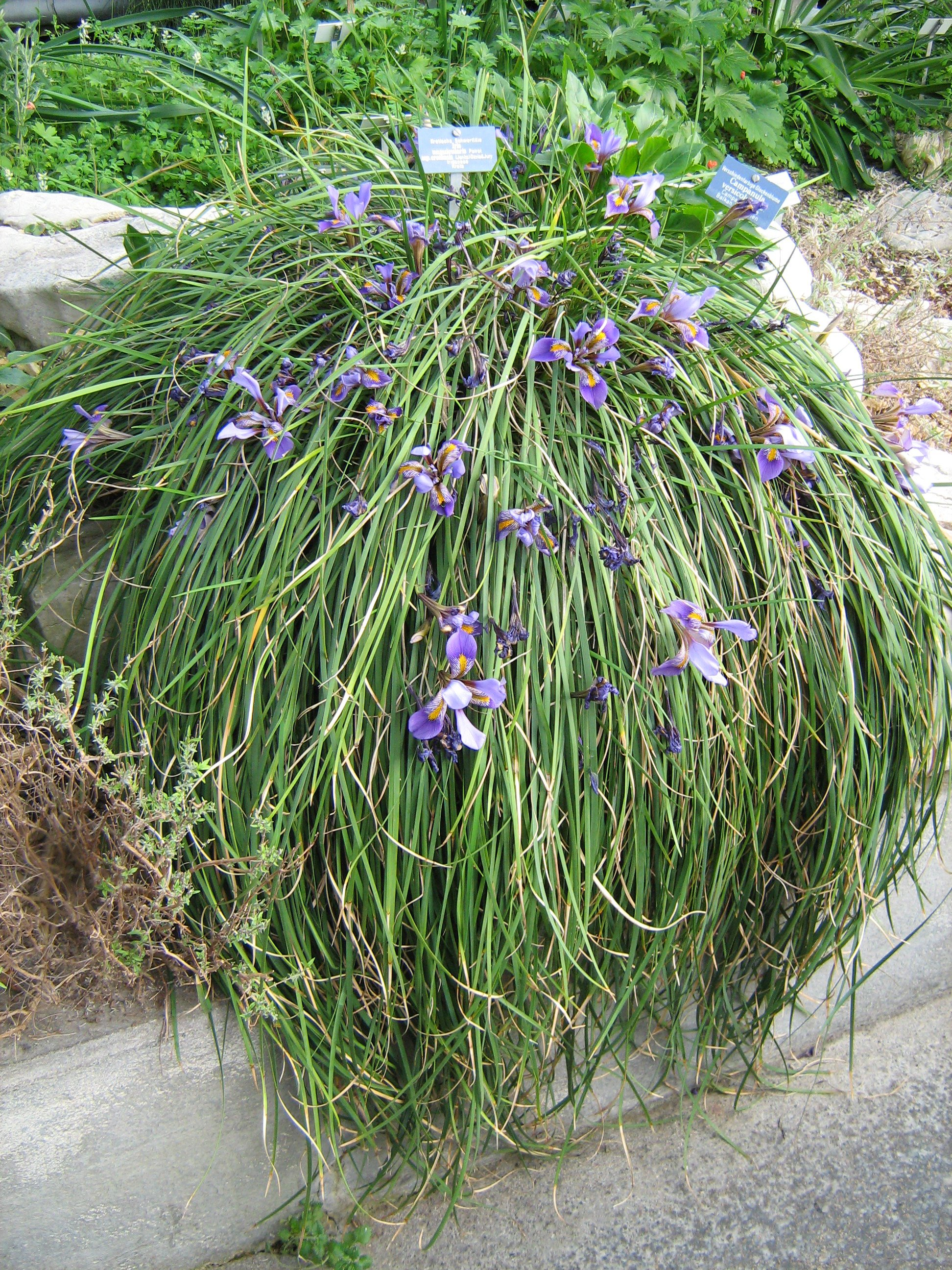
Vista de la planta

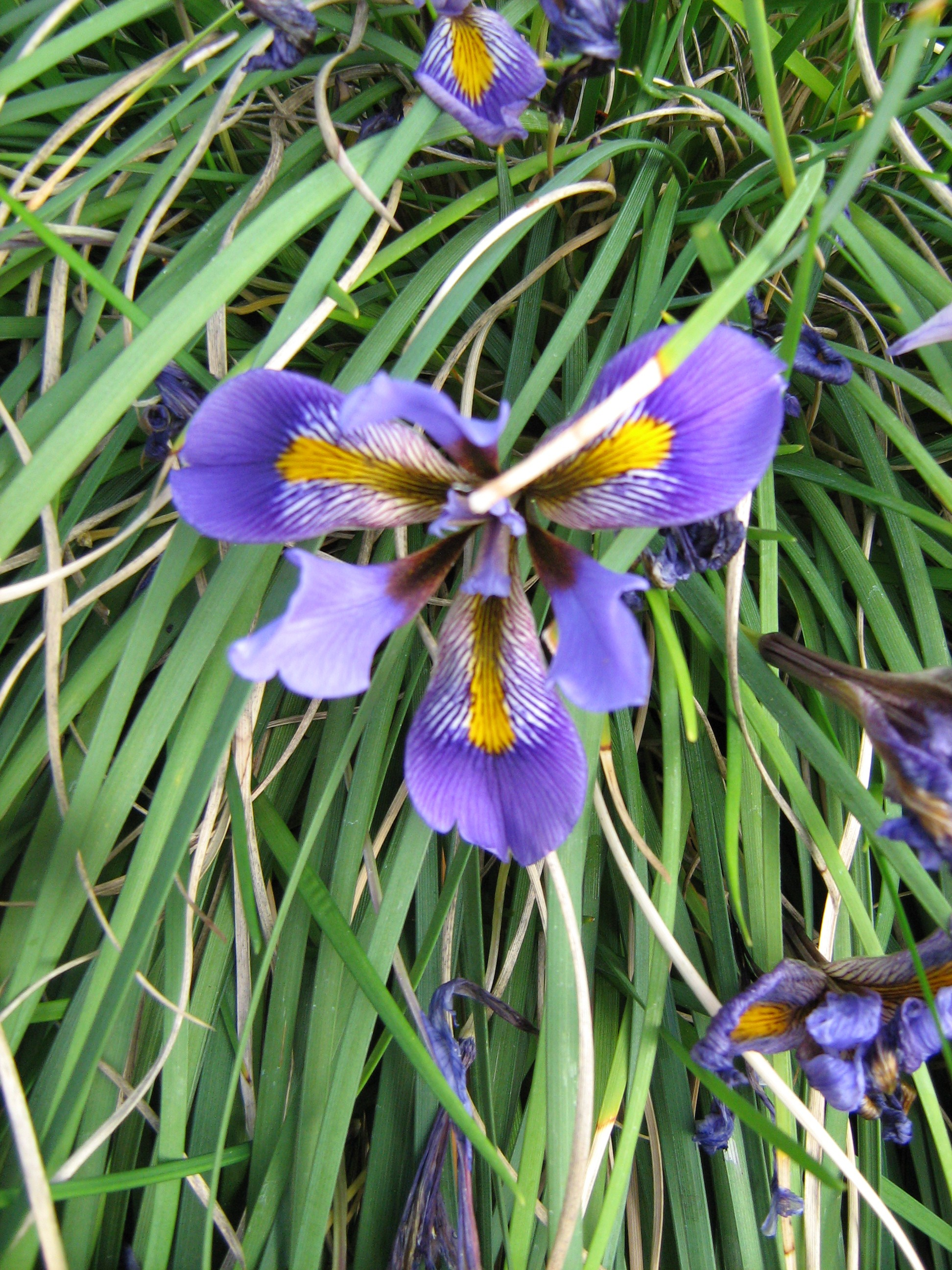
Planta en flor

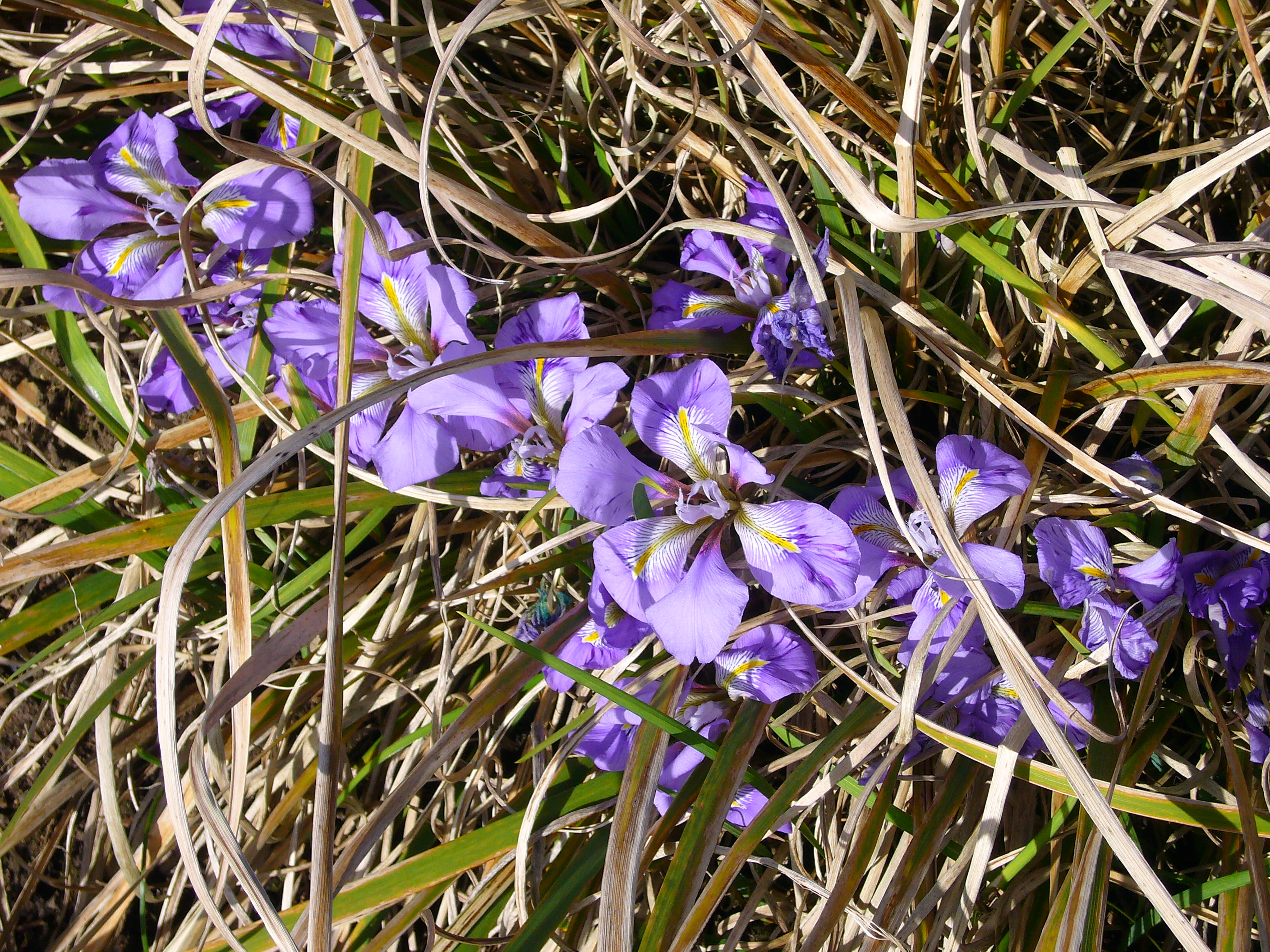
En su hábitat

## Descripción
Planta glabra con rizoma delgado y flores solitarias rectas y fragantes. Hojas en forma de sable, lineares, de 10-50 cm de largo y 1-5 mm de ancho, las muertas permanecen. Tallo muy corto o ausente. Tubo corolino de 6-28 cm de largo (parece el pedúnculo de la flor), rodeado de un esporofilo verde, de 6-25 cm de largo. Los 3 pétalos exteriores enrollados de punta violeta, salvo los nervios blanquecinos y violetas, de 4,5-8 cm de largo y 1-2,5 cm de ancho, glabros. Los 3 pétalos internos rectos violetas, de 6-8 cm de largo y 8-15 mm de ancho. Los 3 brazos del estilo planos con loóbulos puntiagudos, por el borde con glándulas amarillas, situados por encima de los estambres.

## Distribución y hábitat
Mediterráneo occidental,  (norte de África) y Mediterráneo oriental. Vegeta en bosques claros, garrigas, pendientes pedregosas.

## Taxonomía
Iris unguicularis, fue descrita por Jean Louis Marie Poiret y publicado en Voy. Barbarie 2: 86 1789.
Etimología
Iris: nombre genérico llamado así por Iris la diosa griega del arco iris.
unguicularis: epíteto latíno que significa "con una garra"
Sinonimia
- Siphonostylis unguicularis (Poir.) Wern.Schulze, Oesterr. Bot. Z. 112: 331 (1965).

var. angustifolia (Boiss. & Heldr.) A.P.Davis & Jury, Bot. J. Linn. Soc. 103: 296 (1990). Grecia
- Iris stylosa var. angustifolia Boiss. & Heldr. in P.E.Boissier, Diagn. 1(13): 15 (1853).

subsp. carica (Wern.Schulze) A.P.Davis & Jury, Bot. J. Linn. Soc. 103: 295 (1990). Sudoeste de Turquía.
- Siphonostylis cretensis subsp. carica Wern.Schulze, Oesterr. Bot. Z..
- Iris unguicularis var. carica (Wern.Schulze) A.P.Davis & Jury, Bot. J. Linn. Soc. 103: 295 (1990).

subsp. cretensis (Janka) A.P.Davis & Jury, Bot. J. Linn. Soc. 103: 294 (1990). Grecia y Creta.
- Iris cretensis Janka, Oesterr. Bot. Z. 17: 376 (1868).
- Iris humilis subsp. cretensis (Janka) Nyman, Consp. Fl. Eur.: 703 (1882).
- Siphonostylis cretensis (Janka) Wern.Schulze, Oesterr. Bot. Z. 112: 338 (1965).
- Iris humilis Sieber ex Baker, J. Linn. Soc., Bot. 16: 138 (1877), nom. inval.
- Iris cretica Herb. ex Baker, Handb. Irid.: 3 (1892), nom. nud.

var. syriaca (Wern.Schulze) A.P.Davis &  Jury, Bot. J. Linn. Soc. 103: 297 (1990). Turquía, Siria y Líbano.
- Siphonostylis cretensis subsp. syriaca Wern.Schulze, Oesterr. Bot. Z. 112: 339 (1965).

subsp. unguicularis. Marruecos, Argelia y Túnez.
- Iris stylosa Desf., Fl. Atlant. 1: 40 (1798).
- Neubeckia stylosa (Desf.) Alef., Bot. Zeitung (Berlin) 21: 297 (1863).
- Joniris stylosa (Desf.) Klatt, Bot. Zeitung (Berlin) 30: 502 (1872).[5]